# Edward Waring
Pour les articles homonymes, voir Waring (homonymie).
Edward Waring (1736 - 15 août 1798) est un mathématicien britannique. Il entre au Magdalene College de Cambridge en tant que sizar, et devient Senior wrangler en 1757. Il  est élu Fellow de Magdalene, et, en 1760 professeur lucasien de mathématiques, où il occupe la présidence jusqu'à sa mort. Il fait l'affirmation connue sous le nom de problème de Waring sans preuve, dans ses écrits Meditationes Algebraicae. Waring est élu Fellow de la Royal Society en 1763 et reçoit la Médaille Copley en 1784.
À la fin de 1759 Waring publie le premier chapitre de Miscellanea Analytica. Le 28 janvier de l'année suivante, il est nommé professeur de mathématiques Lucasian, l'un des plus hauts postes à Cambridge. William Samuel Powell, alors tuteur à St John's College, Cambridge, s'oppose à l'élection de Waring et soutient plutôt la candidature de William Ludlam. Dans la polémique avec Powell, Waring est soutenu par John Wilson. En fait, Waring était très jeune et ne détenait pas le MA, nécessaire pour se qualifier pour la chaise Lucas, mais cela lui est accordé en 1760 par mandat royal. En 1762, il publie le Miscellanea Analytica complet, principalement consacré à la théorie des nombres et des équations algébriques. En 1763, il est élu à la Royal Society. Il reçoit sa Médaille Copley en 1784 mais se retire de la société en 1795, après avoir atteint soixante ans, «à cause de [son] âge». Waring est également membre des académies des sciences de Göttingen et de Bologne. En 1767, il obtient un diplôme de médecine, mais son activité en médecine est assez limitée. Il effectue des dissections avec Richard Watson, professeur de chimie et plus tard évêque de Llandaff. À partir de 1770, il est médecin à l'hôpital Addenbrooke de Cambridge et pratique également à St Ives, dans le Huntingdonshire, où il vit quelques années après 1767. Sa carrière de médecin n'eut pas beaucoup de succès, car il était très myope et homme timide.

## Biographie

### Jeunesse
Waring était le fils aîné de John et Elizabeth Waring, un couple d'agriculteurs prospère. Il a étudié à la Shrewsbury School, et a été admis comme sizar au Magdalene College, Cambridge, le 24 mars 1753. Son extraordinaire talent pour les mathématiques a été reconnu dès ses premières années à Cambridge. En 1757, il obtint son diplôme de bachelier en tant que Senior wrangler et, le 24 avril 1758, il fut élu membre de la Magdalene. Il appartenait au Hyson Club, dont William Paley faisait partie.

### Carrière
À la fin de l'année 1759, Waring a publié le premier chapitre de Miscellanea Analytica. Le 28 janvier de l'année suivante, il a été nommé à la chair de professeur lucasien de mathématiques, l'un des plus hauts postes à Cambridge. William Samuel Powell, alors tuteur à St John's College, Cambridge, s'oppose à l'élection de Waring et soutient plutôt la candidature de William Ludlam. Durant cette polémique avec Powell, Waring a été soutenu par John Wilson. En fait, Waring était très jeune et ne détenait pas le MA, nécessaire pour se qualifier pour la chaise lucasienne, mais cela lui fut accordé en 1760 par mandat royal.
En 1762, il publie le Miscellanea Analytica complet, principalement consacré à la théorie des nombres et aux équations algébriques. En 1763, il a été élu membre de la Royal Society. Il reçut sa Médaille Copley en 1784 mais se retira de la société en 1795, après avoir atteint soixante ans, « à cause de [son] âge ». Waring était également membre des académies des sciences de Göttingen et de Bologne. En 1767, il a obtenu un diplôme de médecine, mais son activité en médecine était assez limitée. Il a effectué des dissections avec Richard Watson, professeur de chimie et plus tard évêque de Llandaff. À partir de 1770, il fut médecin à l'hôpital Addenbrooke de Cambridge et pratiqua également à St Ives, dans le Huntingdonshire, où il vécut quelques années après 1767. Sa carrière de médecin n'eut pas beaucoup de succès, car il était très myope et au tempérament timide.

### Vie personnelle
Waring eut frère cadet, Humphrey, qui obtint une bourse à Magdalene en 1775. En 1776 Waring épousa Mary Oswell, sœur d'un drapier à Shrewsbury; ils ont déménagé à Shrewsbury, puis se sont retirés à Plealey, à 8 miles de la ville, où Waring possédait un domaine de 215 acres en 1797.

### Fin de vie
Durant ses dernières années, il a sombré dans une mélancolie religieuse profonde, et un rhume violent a causé sa mort, à Plealey, le 15 août 1798. Il a été enterré dans le cimetière à Fitz, Shropshire.

## Travaux

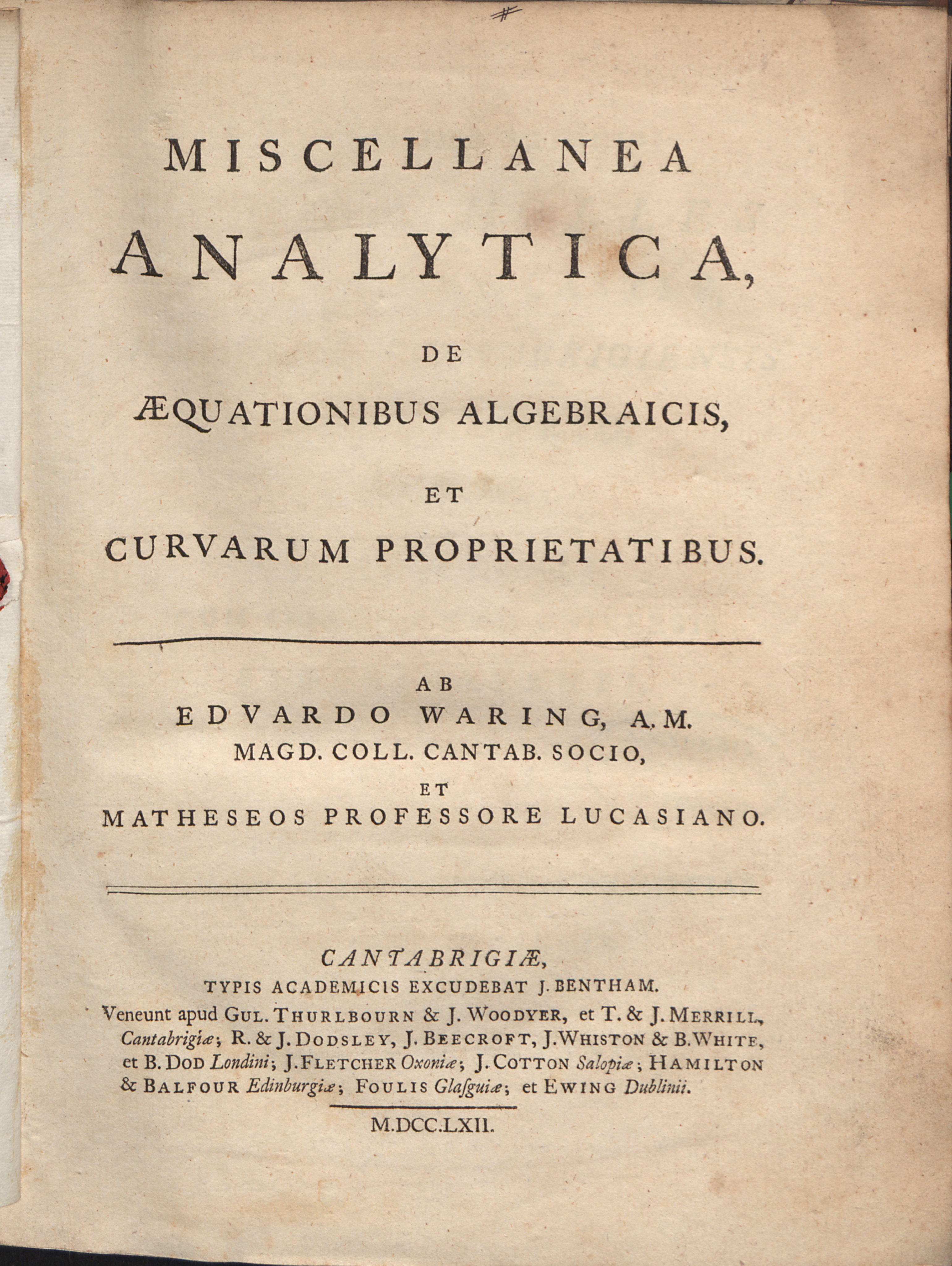
Miscellanea analytica, 1762

Waring a écrit un certain nombre d'articles dans les Philosophical Transactions of the Royal Society, traitant de la résolution d'équations algébriques, de théorie des nombres, de séries, de l'approximation des racines, de l'interpolation, de la géométrie des sections coniques et de la dynamique. Les Méditation Algebraicae (1770), où de nombreux résultats publiés dans Miscellanea Analytica ont été retravaillés et développés, ont été décrits par Joseph-Louis Lagrange comme « un travail plein d'excellentes recherches ». Dans cet ouvrage, Waring a publié de nombreux théorèmes concernant la résolution d'équations algébriques, qui ont attiré l'attention des mathématiciens, mais ses meilleurs résultats sont en théorie des nombres. Inclus dans ce travail la conjecture de Goldbach (chaque entier pair est la somme de deux nombres premiers), et aussi la conjecture suivante: tout entier impair est un nombre premier ou la somme de trois nombres premiers. Lagrange avait prouvé que tout entier positif est la somme d'au plus quatre carrés; Waring a suggéré que tout entier positif est soit un cube soit la somme de neuf cubes au maximum. Il a également avancé l'hypothèse que tout entier positif est soit une puissance quatrième soit la somme d'au plus dix-neuf puissance quatrième. Ces hypothèses forment ce que l'on appelle le problème de Waring. Il a également publié un théorème, dû à son ami John Wilson, concernant les nombres premiers; il a été prouvé plus tard rigoureusement par Lagrange.
Dans Proprietates Algebraicarum Curvarum (1772), Waring a réédité sous une forme révisée les quatre premiers chapitres de la deuxième partie des Miscellanea Analytica. Il se consacra à la classification des courbes planes supérieures, améliorant les résultats obtenus par Isaac Newton, James Stirling, Leonhard Euler et Gabriel Cramer. En 1794, il publia quelques exemplaires d'un ouvrage philosophique intitulé Essai sur les principes de la connaissance humaine, qui circula parmi ses amis.
Le style mathématique de Waring est hautement analytique. En fait, il critiquait ces mathématiciens britanniques qui adhéraient trop strictement à la géométrie. Il était l'un des souscripteurs de Residual Analysis de John Landen (1764), un des travaux dans lesquels la tradition du calcul newtonien a été la plus sévèrement critiquée. Dans la préface des Meditationes Analyticae, Waring a montré une bonne connaissance des mathématiciens de son époque, tels que Alexis Clairaut, Jean le Rond d'Alembert et Euler. Il regrettait qu'en Grande-Bretagne les mathématiques étaient moins cultivées que sur le reste du continent, et souhaitaient clairement être considérées parmi les grands noms des mathématiques d'Europe—il ne fait aucun doute qu'il lisait leur travail avec un niveau jamais atteint par tout autre mathématicien britannique du dix-huitième siècle. Plus particulièrement, à la fin du chapitre trois des Meditationes Analyticae Waring présente quelques équations fluxionnelles partielles (équations différentielles partielles en terminologie leibnizienne); de telles équations sont un instrument mathématique d'une grande importance dans l'étude des corps continus qui a été presque complètement négligée en Grande-Bretagne avant les recherches de Waring. L'un des résultats les plus intéressants des Meditationes Analyticae est un test de convergence des séries généralement attribuées à d'Alembert (le « test de ratio »). La théorie de la convergence des séries (dont l'objet est d'établir à quelles conditions on peut dire que la somme d'un nombre infini converge) n'était pas très avancée au dix-huitième siècle.
Le travail de Waring était connu à la fois en Grande-Bretagne et sur le continent, mais il est difficile d'évaluer son impact sur le développement des mathématiques. Son travail sur les équations algébriques contenues dans Miscellanea Analytica a été traduit en italien par Vincenzo Riccati en 1770. Le style de Waring n'est pas systématique et son exposition est souvent obscure. Il semble qu'il n'ait jamais enseigné et ne correspondait pas avec d'autres mathématiciens. Après que Jérôme Lalande eut remarqué en 1796, dans Notice sur la vie de Condorcet, qu'en 1764, il n'y avait pas un seul analyste de premier ordre en Angleterre, la réponse de Waring, publiée après sa mort comme « Lettre originale du Dr Waring » dans le Monthly Magazine, fut de déclaré qu'il avait donné « entre trois et quatre cents nouvelles propositions d'une sorte ou d'une autre ».